# Кардіган
Ка́рдіган (англ. Cardigan), валлійська назва Аберте́йфі, Аберте́йві (валл. Aberteifi, МФА: [abɛrˈtəivɪ]) — місто і громада в області Кередігіон, Уельс, Велика Британія. Місто розташоване в заплаві річки Тейві, неподалік від адміністративного кордону Кередігіону і Пембрукширу. Протягом своєї історії Кардіган був столицею графства (Кардіганшир), і зараз є другим за величиною містом у Кередігіоні.
Поселення Кардіган виросло навколо норманського замку, збудованого наприкінці XI — на початку XII століття, де в 1176 році відбувся перший валлійський айстедвод — фестиваль валлійських бардів. Місто стало важливим портом у XVIII столітті, але він занепав ближче до початку XX ст. у зв'язку з мілководністю гавані. У 2014 році замок був реставрований.
У 2001 році населення становило 4 203 особи, у 2011 році їхнє число дещо зменшилося до 4 184. Сучасний Кардіган — компактне й жваве місто, яке надає всі умови для роздрібної торгівлі, освіти, здорового способу життя, відправ релігійних обрядів і спорту.

## Етимологія
Назва Cardigan походить від англізованого слова валл. Ceredigion («Земля Кередіґа»); під «землею» розумілася контрольована замком Кардіган територія. Припускають, що Кередіґ (Ceredig) був одним з двох синів Кунеди Вледіґа, який, згідно з валлійською легендою, вторгся з півночі, щоб звільнити землі Римської Британії від вторгнення ірландців у часи пізньої Античності.
Валлійська назва Aberteifi пов'язана з розміщенням міста у гирлі (валл. aber) річки Тейві.

## Інфраструктура
У місті є лікарня, коледж, сучасний культурний центр з кінотеатром, театр і недавно відновлений будинок гільдій (guildhall) з торговими рядами. Існують супермаркети, магазини в центрі міста і кілька торгових зон.

## Мовне становище
Кардіган є переважно валлійськомовною громадою. Згідно з переписом 2001 року, більш ніж 69 % жителів заявили, що можуть говорити чи розуміти валлійську мову, а 45 % — що можуть говорити, читати і писати цією мовою. Як і в 1176 році, через 800 років у місті відбувся Національний айстедвод. У 2003 році громада, разом з Валлійською мовною радою розробила план з розвитку мови, покликаний забезпечити можливість людям будь-якого віку збиратися разом для спілкування валлійською мовою. Рада області, міська рада Кардігана і ряд громадських організацій (Mudiad Ysgolion Meithrin, Twf, the Urdd, the local Young Farmers, Menter Aberteifi) працюють над втіленням задуму в життя.